# Manifestations coptes d'octobre 2011 en Égypte

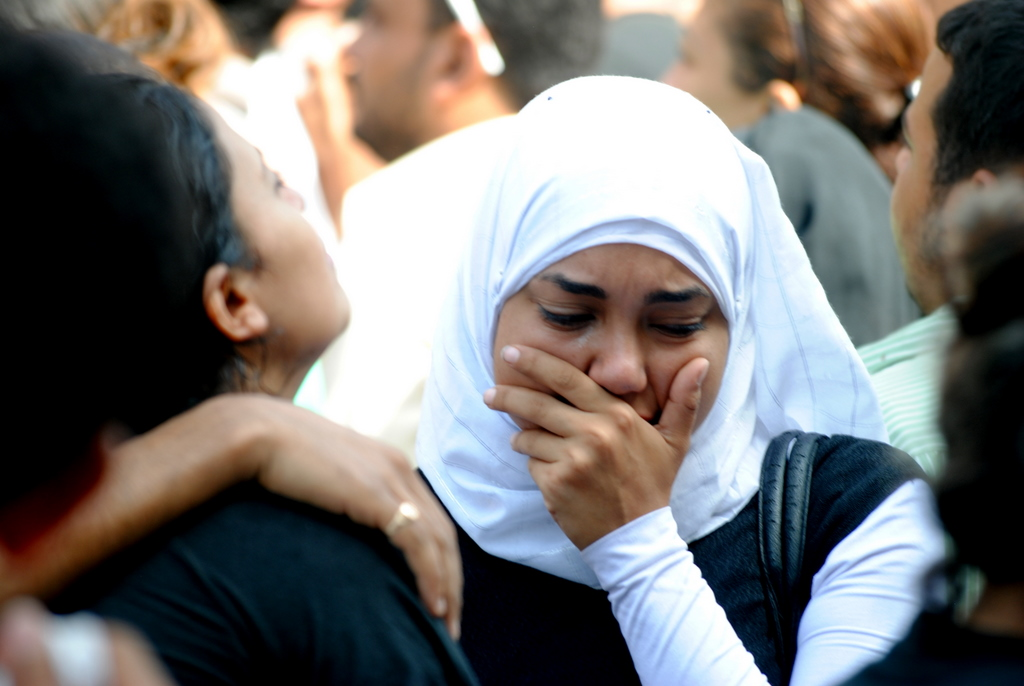
Manifestante musulmane apportant son soutien aux Coptes.

Les manifestations coptes d'octobre 2011 en Égypte aussi appelées les massacres de Maspero sont une série de manifestations organisées essentiellement par la communauté copte d'Égypte, qui se traduit par des manifestations et des heurts sanglants. Des protestations ont eu lieu le 9 octobre, mais dégénèrent rapidement : 25 personnes trouvent la mort et environ 329 sont blessées, du fait de la répression jugée très excessive des autorités égyptiennes, la quasi-totalité des victimes étant coptes. Cette nuit est alors la plus violente depuis le 11 février et la chute du régime d'Hosni Moubarak lors de la Révolution égyptienne de 2011.

## Déroulement
Le 9 octobre 2011, environ 10 000 Coptes rejoignent une manifestation pacifique en plein centre du Caire devant le Maspero television building, siège de la télévision égyptienne, afin de demander la dissolution du Conseil suprême des Forces armées, l'arrêt des hostilités envers leur communauté et également la reconstruction d'une église incendiée à Assouan. La police égyptienne fait un excès de zèle et exerce une répression démesurée, faisant tourner la situation à l'affrontement. Plusieurs Coptes sont renversés ou écrasés par des blindés qui n'hésitent pas à foncer dans la foule, et des soldats auraient également tiré sans discernement. À la suite de cela, la plupart des manifestants ont incendié des véhicules de l'armée et molesté leurs occupants.
Le bilan des victimes fait état de 25 personnes décédées et environ 329 blessées,. Une dizaine de personnes ont été écrasées selon un médecin-légiste. 28 personnes sont arrêtées pour avoir incendié des véhicules de l'armée et agressé des soldats, dont un grand nombre de coptes mais également des musulmans.
Une des réactions avancées pour expliquer la violente réaction des forces de l'ordre est l'affirmation selon laquelle les Coptes auraient tué trois soldats, affirmation que l'armée reconnaîtra le lendemain être fausse.

## Réactions
À la suite des violences, plusieurs journaux et partis politiques ont estimé que le Premier ministre Essam Charaf devait partir. Le quotidien Al-Masri Al-Youm écrit en première page : « l'État a perdu sa stature, le régime est au bord de l'effondrement, et le gouvernement Charaf a perdu son crédit. Tout ce qui reste à faire pour le premier ministre, c'est de partir ».
Peu après les événements, le gouvernement égyptien demande une enquête sur les agissements de l'armée. Le vice-Premier ministre égyptien Hazem Beblawi présente sa démission, mais elle sera refusée par le maréchal Mohamed Hussein Tantaoui chef du Conseil suprême des Forces armées. Beblawi explique : « avoir démissionné suite aux évènements de Maspero qui ont ébranlé la sécurité de la société. Il n'y a peut-être pas de responsabilité directe du gouvernement dans cela, mais la responsabilité est finalement la sienne. La situation actuelle est extrêmement difficile et nécessite une vision et un travail nouveaux et différents ». Fouad Allam, qui a dirigé les services de sécurité égyptiens durant de nombreuses années, estime que « les dirigeants doivent prendre des mesures sérieuses pour traiter les problèmes à la racine ; autrement, cette situation peut mener à la guerre civile » ainsi que la révision de lois jugées discriminatoires.
La blogueuse Shahinaz Abdel Salam a parlé à des journalistes de l'Express, et relève des faits troublants : « La télé égyptienne a presque appelé les musulmans à protéger l'armée attaquée par les coptes, c'était n'importe quoi. Comment se fait-il que les forces armées aient, en parallèle, coupé les chaînes satellitaires ? Sur l'une d'entre elles, on les a entendus entrer dans le studio où la présentatrice travaillait pour couper le direct. Ils ont aussi coupé des journaux en ligne. Ce comportement n'est pas normal ! Qui a donné l'ordre de faire cela, et de tirer sur les manifestants ? »
Le Haut Commissariat des Nations unies aux droits de l'homme demande aux autorités l'ouverture d'une enquête impartiale et indépendante.

## Funérailles
Les funérailles des victimes coptes se sont déroulées le 11 octobre 2011 au Caire. Les cercueils ont été portés lors d'une marche depuis l'hôpital copte jusqu'à la cathédrale copte, dans le quartier d'Abbassiya.

## Commémorations
Le ministère de l’intérieur égyptien a refusé début octobre 2016 aux associations de jeunes coptes (dont l'Union des jeunes Maspero,) l’autorisation d’organiser une manifestation à l’occasion du 5e anniversaire du « massacre de Maspero » ; officiellement la raison invoquée par les autorités est celle des risques pour la sécurité publique. Des membres de l’Union des jeunes Maspero ont diffusé un communiqué, parvenu à l'agence de presse catholique Fides, dans lequel ils disent avoir aussi été l'objet de menaces de la part des forces de sécurité après le rejet de leur demande de manifester pacifiquement.